# الرجل يدعى سارج
الرجل يدعى سارج (بالإنجليزية: A Man Called Sarge)‏ ، هي فيلم أمريكي كوميدي من نوع أكشن، أنتجت سنة 1990م وصورت في إسرائيل، وتحدث القصة الكوميدية في مصر خلال الحرب العالمية الثانية ، حيث يبدأ أبطال الفيلم الأمريكيون وهم ذاهبون إلى مصر بحثا عن الجنود النازيين الأشرار حسب رواية الفيلم.

## وصلات خارجية
- الرجل يدعى سارج على موقع IMDb (الإنجليزية)
- الرجل يدعى سارج على موقع روتن توميتوز (الإنجليزية)
- الرجل يدعى سارج على موقع نتفليكس (الإنجليزية)
- الرجل يدعى سارج على موقع ألو سيني (الفرنسية)
- الرجل يدعى سارج على موقع Turner Classic Movies (الإنجليزية)
- الرجل يدعى سارج على موقع أول موفي (الإنجليزية)
- الرجل يدعى سارج على موقع بوكس أوفيس موجو (الإنجليزية)
- الرجل يدعى سارج على موقع فيلمافينيتي (الإسبانية)
- الرجل يدعى سارج على موقع قاعدة بيانات الفيلم (الإنجليزية)
- الرجل يدعى سارج على موقع ليتربوكسد (الإنجليزية)
- A Man Called Sarge at مترو غولدوين ماير, current owner of the film's rights
- Trailer from VHS Cassette على يوتيوب
- Review on Issue 15 of Cashiers du Cinemart, by Mike Sullivan
- Christian Movie Review at تيد بايهر  [لغات أخرى]‏